# Агріппіна (опера)
«Агріппі́на» (італ. Agrippina) — опера серіа в трьох діях Георга Фрідріха Генделя на лібрето кардинала Вінченцо Грімані. В каталозі творів Генделя (нім. Händel-Werke-Verzeichnis) йде під номером HWV 6.
Опера, створена для зимового сезону Венеційського карнавалу 1709—1710 рр., розповідає про Агріппіну Молодшу, матір Нерона, яка планує повалення римського імператора Клавдія та призначення свого сина імператором. Лібрето Грімані, яке вважається одним із найкращих у творах Генделя, є «антигероїчною сатиричною комедією», сповненою актуальних політичних алюзій. Деякі музикознавці вважають, що воно відображає політичне та дипломатичне протистояння Грімані з папою Климентом XI.
Гендель створив «Агріппіну» наприкінці трирічного перебування в Італії. Прем'єра відбулася у Венеції в театрі «Сан Джованні Ґрізостомо» 26 грудня 1709 року. Вона відразу мала успіх у тогочасної публіки, і після прем'єри пройшла безпрецедентна серія з 27 послідовних вистав. Глядачі високо оцінювали якість музики, значна частина якої, відповідно до тогочасних звичаїв, була запозичена та адаптована з творів інших композиторів. Попри очевидний успіх опери, Гендель не ініціював подальших постановок. У наступні роки після прем'єри час від часу з'являлися випадкові вистави, зокрема 1718 року в Гамбурзі, але оскільки вже з середини XVIII століття опери Генделя вийшли з моди, зокрема й «Агріппіна» була забута.
У XX столітті вистави опери «Агріппіна» були поновлені в Німеччині, Британії та США. У XXI столітті вистави опери набувають поширення завдяки інноваційним постановкам її в Нью-Йорку, Лондоні, Амстердамі. Сучасна критика вважає, що «Агріппіна» — це перший оперний шедевр Генделя, сповнений свіжості та музикальної винахідливості, що зробило її однією з найпопулярніших опер відродження зацікавленості музикою Генделя.

## Передісторія створення опери

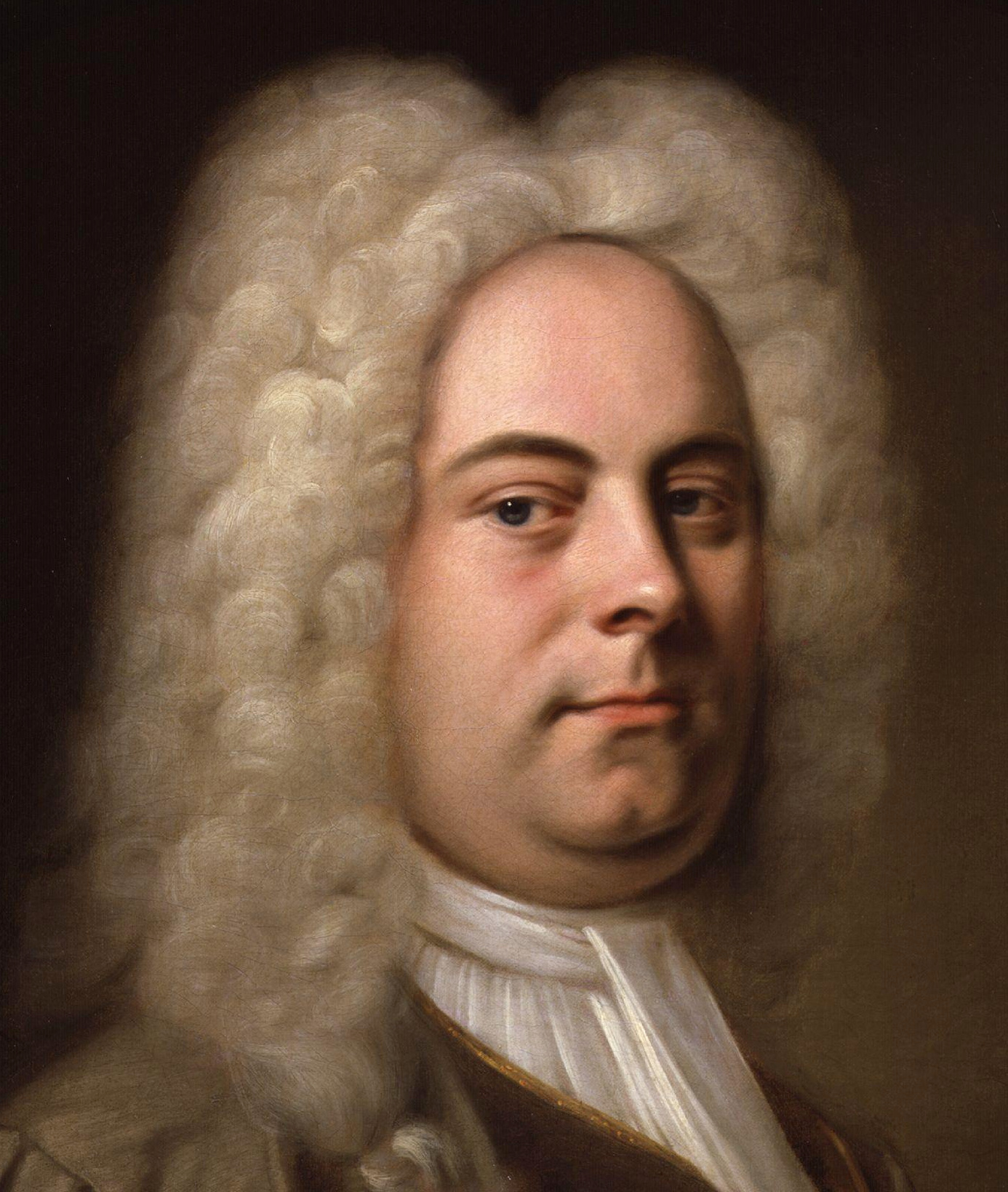
Портрет Георга Фрідріха Генделя, пензля Бальтазара Деннера

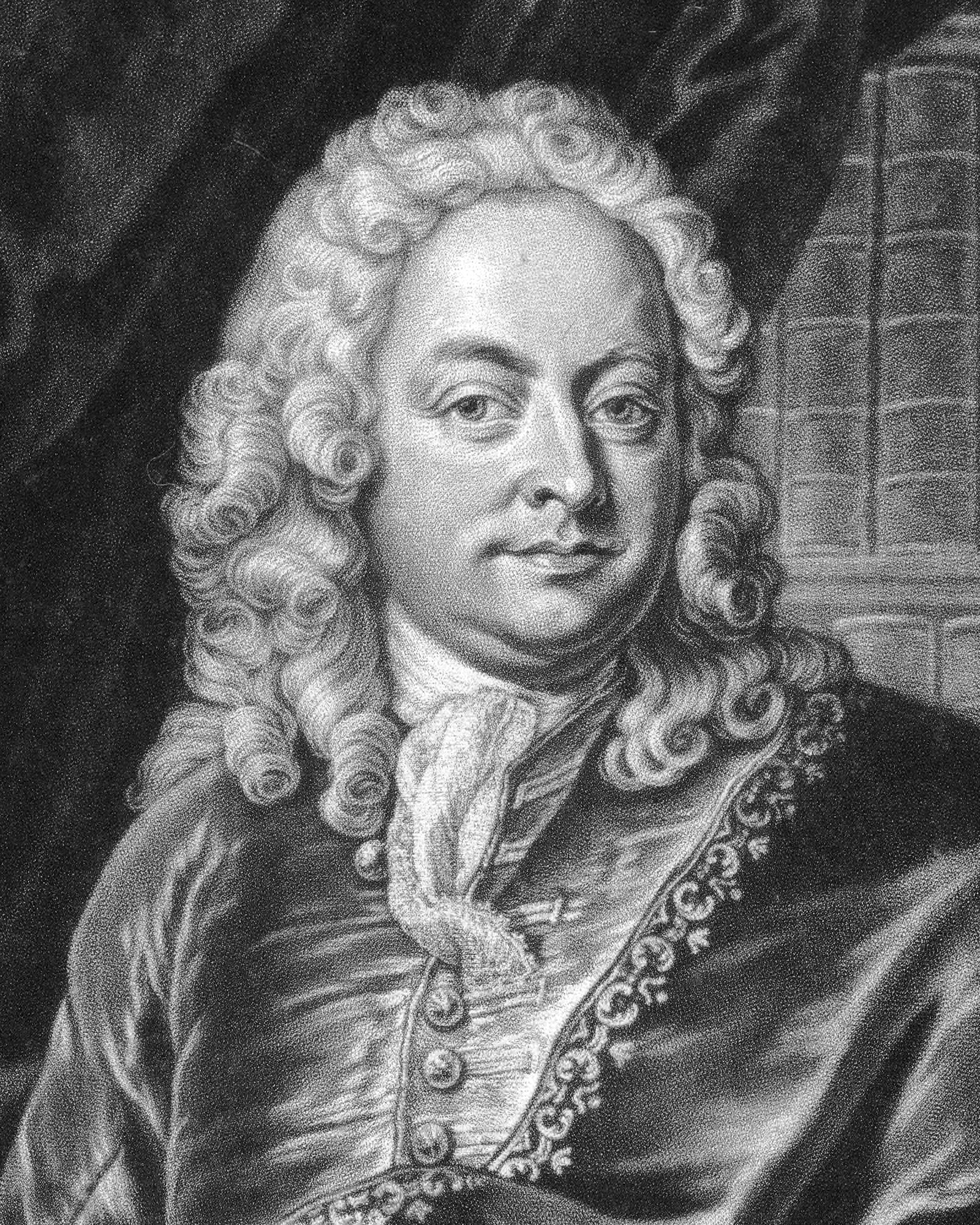
Портрет Йоганна Маттезона

Найперші оперні композиції Генделя створені в гамбурзький період (1704—1706) в німецькому стилі для Гамбурзької опери, коли він перебував під впливом музики Райнгарда Кайзера — знаного німецького композитора й директора гамбурзької опери та свого колеги композитора й співака Йоганна Маттезона. Маттезон, всього на 4 роки старший за Генделя, допоміг йому отримати посаду другого скрипаля й клавесиніста в оркестрі Гамбурзької опери та увійти в музичне середовище Гамбурга, намагаючись закріпити за собою образ творчого наставника Генделя. Їхні приятельські стосунки було зруйновано, коли Маттезон тимчасово залишив Гамбург, а Гендель вирішив скористатись несподіваною можливістю з'явитися перед публікою без попереднього узгодження з «наставником». 12 лютого 1704 року музикант самостійно виконав «Пасіони за Йоаном», за що потрапив під шквал критики з боку колег. Незадоволений Маттезон став критикувати генделеву музику, так що конфліктна ситуація допровадила до дуелі. На щастя, шпага Маттезона зламалась від удару об металевий ґудзик на одязі Генделя. Цей випадок, який врятував Генделя від смерті, помирив колишніх друзів. Після примирення обоє взялися за приготування до виконання на сцені Гамбурзької опери першої опери Генделя «Альміра», прем'єра якої відбулася 8 січня 1705 року. А вже 25 лютого вдало пройшла прем'єра другої опери Генделя — «Нерон».
Фінансова криза Гамбурзької опери через безладне керівництво та конфлікт з Райнгардом Кайзером змусила Генделя шукати нове музичне середовище, і він обрав Італію, куди вирушив восени 1706 року. В Італії Гендель залишався протягом трьох років, розвиваючи свої композиторські здібності. Спочатку він оселився в Флоренції, де розраховував на підтримку Джана Гастоне Медічі — великого герцога Тоскани, якого запізнав, коли той відвідав виставу його опери «Альміра» в Гамбурзі. Проте тут він затримався недовго — чи то музична атмосфера міста не була настільки сприятливою, чи то підтримка герцога не виявилася настільки щирою. Вже з січня 1707 року Гендель більше часу перебував у Римі, відвідував Неаполь, Венецію. За час перебування в Італії він написав дві ораторії («La resurrezione» і «Il trionfo del tempo e del Disinganno»), кантати в пасторальному стилі для музичних зібрань у палаці герцогині Аврори Сансеверіно, духовні твори: поклав на музику псалми латинською мовою «Laudate pueri» (HWV 237), «Nisi Dominus» (HWV 238) і знаменитий твір «Dixit Dominus» (HWV 232).

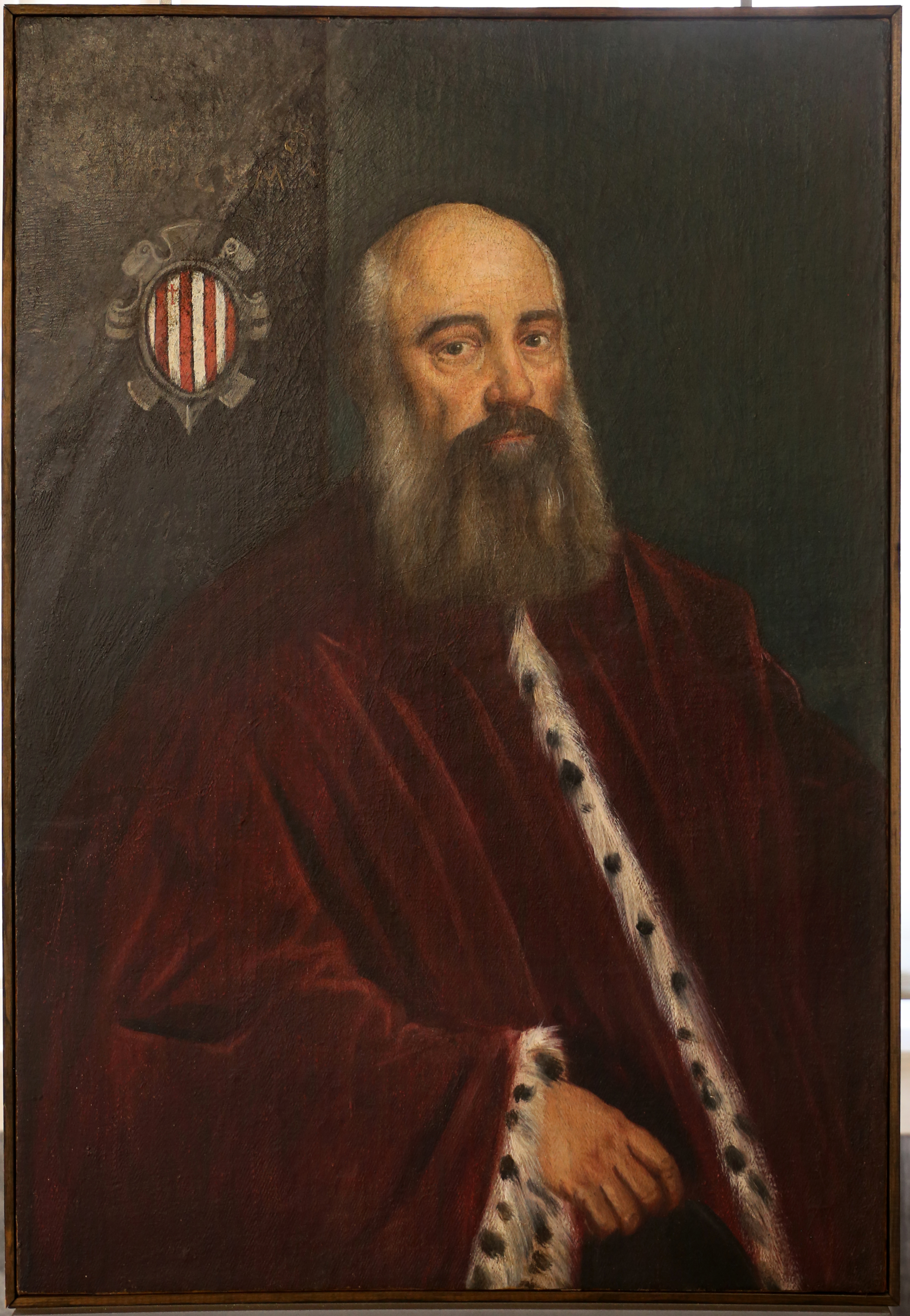
Портрет кардинала Вінченцо Грімані

Його перша опера, створена в Італії — «Родріго» (оригінальна назва — італ. «Rodrigo ovvero Vincer se stesso è la maggior vittoria» — «Перемога над собою — це найбільша перемога»), все ще відображала вплив Гамбурга. Стилістика опери поєднувала німецькі елементи з італійською класикою. Оскільки в Римі виконання опер було заборонено папським указом, її прем'єра відбулася у Флоренції в театрі Кокомеро (італ. Teatro del Cocomero) наприкінці 1707 року. Опера була не надто успішна, але її написання було частиною процесу навчання Генделя писати опери в італійському стилі та класти на музику італійські слова. Наступного року опера була поставлена у Римі.
Подорожуючи Італією та відвідуючи центри її музичної культури, Гендель запізнався й заприятелював з музичною елітою Італії, зокрема з Арканджело Кореллі, Алессандро (батьком) і Доменіко (сином) Скарлатті. Вірогідно, Алессандро Скарлатті познайомив його з Вінченцо Грімані — кардиналом, дипломатом і лібретистом. У травні 1708 року, коли Гендель поїхав у Неаполь, Вінченцо Грімані, на той час віцекороль Неаполя, довірив йому написане ним спеціально для композитора лібрето «Агріппіна» з пропозицією створити оперу.
Тривалий візит Генделя до Італії (1706—1710) став важливим етапом у його становленні як оперного композитора. Він набув майстерності у вільному володінні італійським віршем, удосконалив свій дар мелодії, техніку складання речитативу, опанував особливості вокального та інструментального письма.

## Лібрето

### Алюзійність лібрето

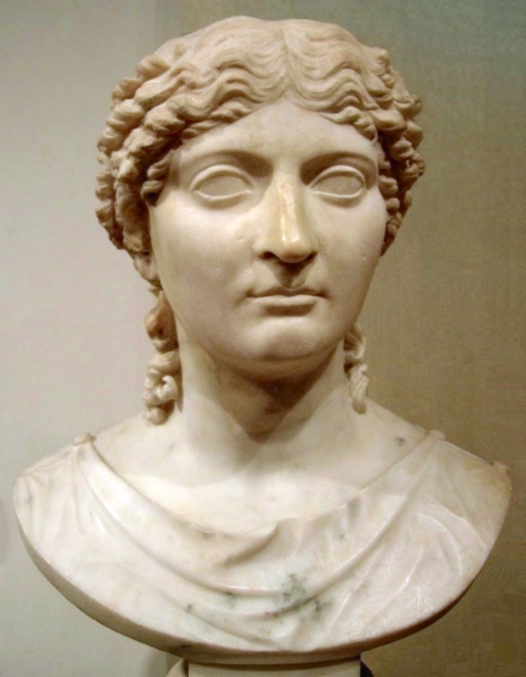
Бюст Агріппіни Молодшої, Національний музей у Варшаві

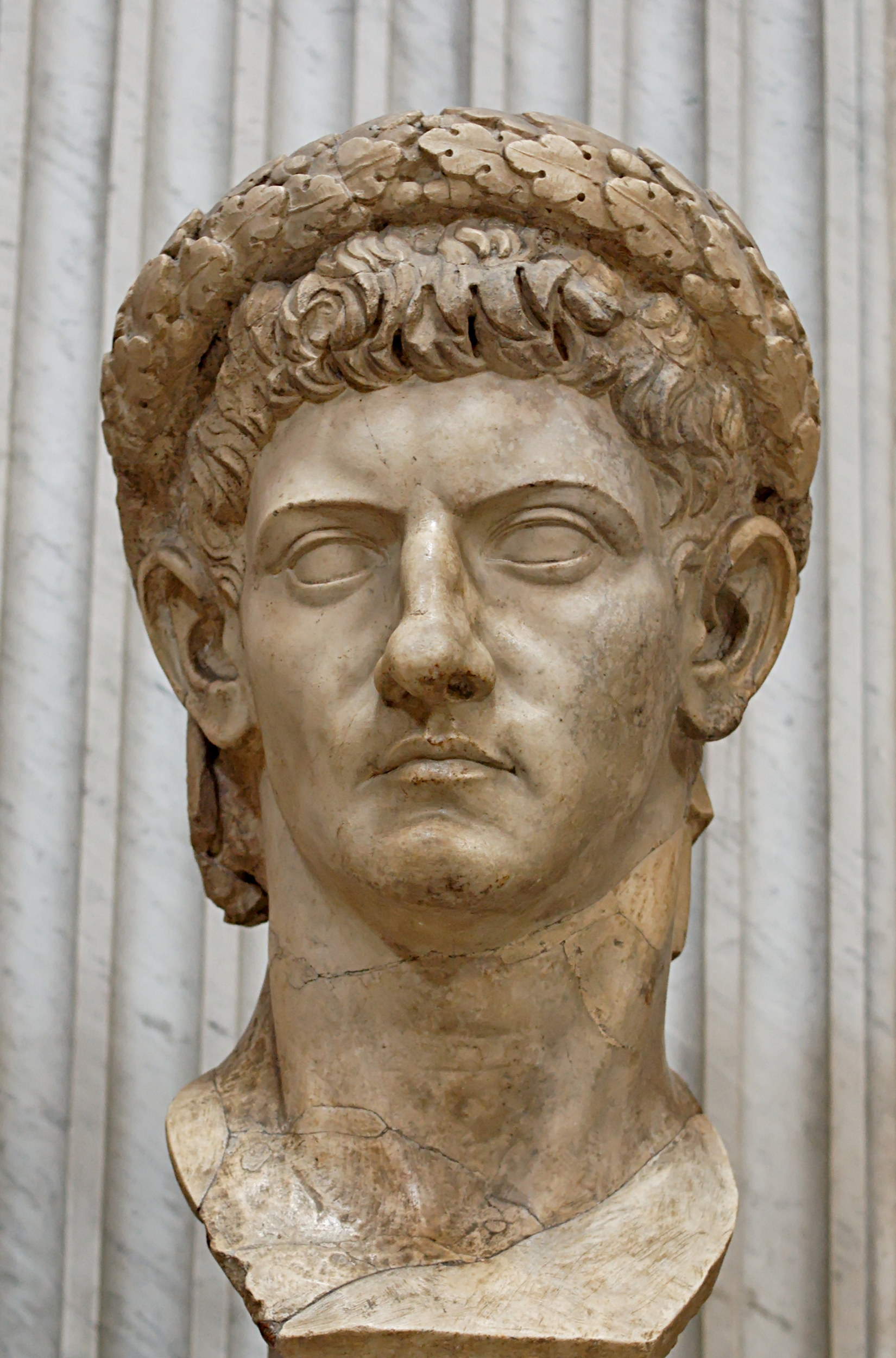
Бюст Клавдія, Музей Пія-Климента у Ватикані

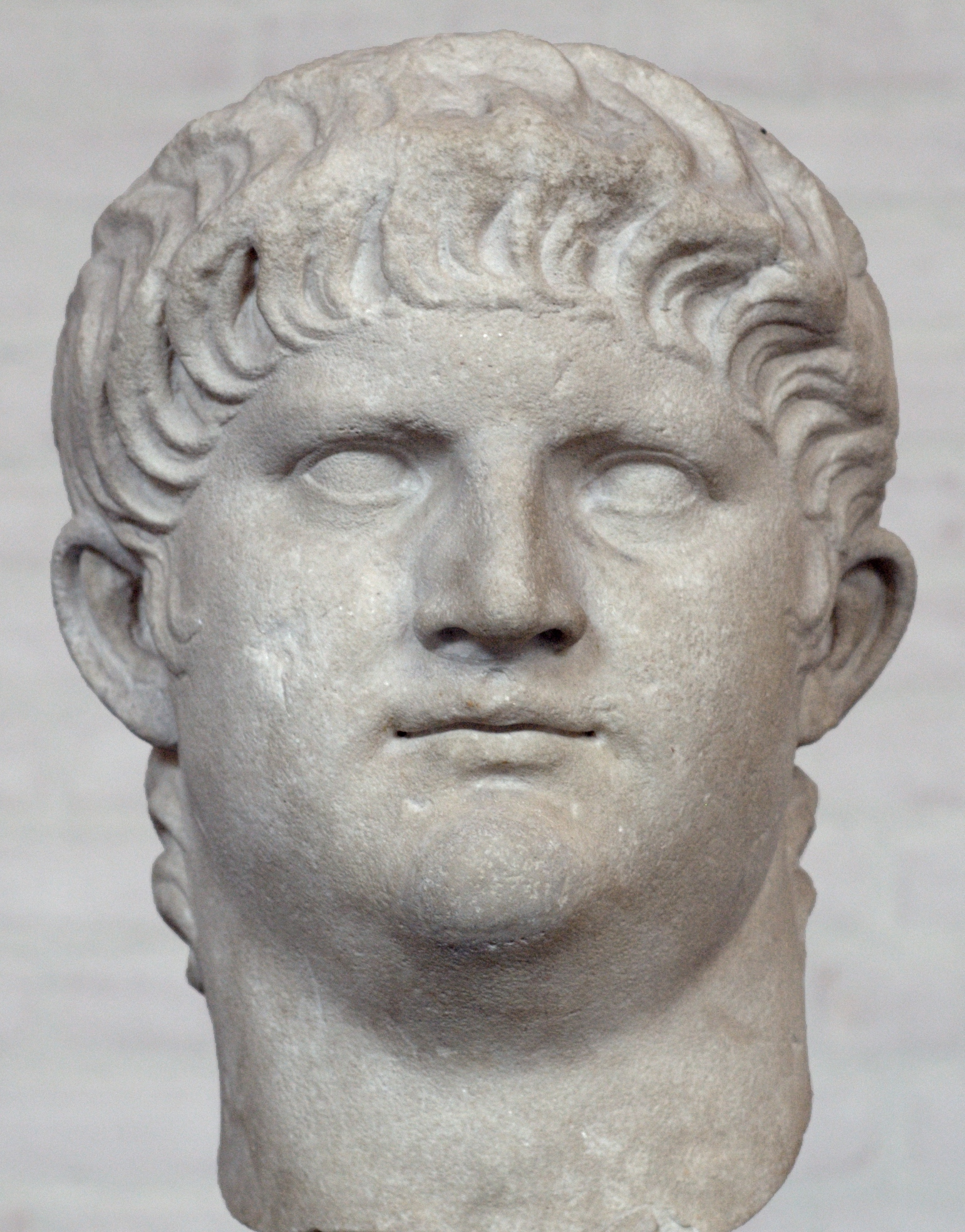
Голова зі статуї Нерона, Гліптотека у Мюнхені

Лібрето Грімані, навіяне римською історією, розповідає про інтриги Агріппіни, дружини імператора Клавдія, щоб посадити на трон свого сина Нерона. Усі головні герої, за винятком слуги Клавдія Лесба, є історичними постатями. Історичне підґрунтя лібрето значною мірою спирається на Аннали Тацита та опис діянь імператора Клавдія в книзі Светонія «Життя дванадцяти цезарів», але події та характери персонажів тут розглядаються з легшим, а часом і комічнішим відтінком, ніж в історичних джерелах чи в більшості пізніших опер Генделя. За словами критика Дональда Джея Граута, «іронія, обман й інтрига пронизують гумористичні ескапади його чітко визначених персонажів». 
Деякі музикознавці вбачають в «Агріппіні» сатиру на Римську курію і, зокрема, на папу Климента XI, якого можна було б утотожнити зі «слабким і марнославним Клавдієм». Негативний і дещо комічний образ імператора Клавдія в опері був сприйнятий, як непрямий натяк на характер папи Климента XI, до якого дипломат Грімані був політично опозиційним, захищаючи інтереси Габсбургів у Ватикані. Певні аспекти цього конфлікту також відтворені в сюжеті: суперництво між Нероном і Отоном відображає суперечки навколо Війни за іспанську спадщину, в якій Грімані підтримував Габсбургів, а папа Климент XI — Францію та Іспанію.

### Історичне підґрунтя
Події лібрето відбуваються в Римі близько 50 року. Дійовими історичними особами є імператор Клавдій, його дружина Агріппіна  та її син Нерон, Поппея — римська красуня знатного роду, Отон — молодий патрицій, Палланте та Нарцисо — впливові вільновідпущеники.
Марк Антоній Палланте, який був скарбником, та Тиберій Гай Нарцисо, який відповідав за переписку Клавдія, були одними із найвпливовіших людей в Римській імперії за часів правління Клавдія. За Светонієм Клавдій:
|  | «...понад усе любив Нарцисо, свого секретаря, і Палланте, свого скарбника: охоче дозволяв сенатові нагороджувати їх не тільки величезними преміями, але й квесторськими та преторськими відзнаками. Окрім того, сам закривав очі на всілякі їхні збагачення та грабунки, так що коли скаржився на нестачу грошей у казні, йому влучно відповіли, що стане багатим, якщо увійде до спілки з двома вільновідпущениками.» |

Це Палланте запропонував Клавдію кандидатуру Агріппіни на роль четвертої дружини після страти його третьої дружини Месаліни. Після одруження з Клавдієм 49 року Агріппіна стала імператрицею та наймогутнішою жінкою в Римській імперії. Вона успішно домоглася, щоб Клавдій усиновив її кільканадцятирічного сина Нерона від попереднього шлюбу та віддав у науку до Аннея Сенеки, що був тоді вже сенатором.
За лібрето, коли Агріппіна отримує звістку про смерть свого чоловіка, вона звертається до Палланте й Нарцисо за допомогою, щоб посадити на імператорський трон її сина Нерона. Спочатку вони погоджуються. Та плани Агріппіни руйнуються, коли звістка про смерть не підтверджується, і Клавдій, врятований командиром Отоном, повертається до Риму. Клавдій із вдячності за порятунок призначає Отона своїм наступником, що не влаштовує Агріппіну, яка снує низку інтриг навколо закоханих в себе Отона й Поппеї, а також Клавдія. Після зрад, довгих перипетій все закінчується полюбовно. Клавдій призначає Нерона своїм наступником, Отон поєднується з Поппеєю, Агріппіна досягає своєї мети.
За однією із версій 54 року Агріппіна, підсипавши отруту до страви із білих грибів, яку Клавдій дуже любив, отруїла його, тим самим відкривши шлях до проголошення Нерона імператором. Спочатку Нерон доручив матері усі приватні та публічні справи імперії. З часом бажання Агріппіни контролювати Нерона та імперію спричинило між ними ворожнечу. Врешті, Нерон позбавив її всіх почестей та впливів, а також охорони з римських та германських воїнів, заборонив мешкати разом із ним в імператорському палаці. Щодо її смерті в 59 році існують різні непідтверджені версії, та більшість пов'язують її загибель із наказом Нерона.

## Музичні композиція й стиль
Як припускають музикознавці, «Агріппіна» була написана Генделем протягом трьох тижнів у часі його перебування у Венеції 1709 року. Це підтверджується венеційським папером авторського рукопису опери. У музиці опери багато запозичень із його попередніх ораторій, кантат, а також з творів інших композиторів, зокрема, Райнгарда Кайзера, Арканджело Кореллі та Жана Батіста Люллі. Ця практика адаптації та запозичення була поширеною в той час. «Запозичені» твори лягли в основу увертюри й усіх, крім п'яти, арій опери, але вони були ретельно адаптовані у винахідливій манері, повній контрастів і віртуозності, щоб блискуче розкрити характер кожної ролі. Увертюра у французькому стилі є двочастинним твором з бадьорим алегро. Прикладами адаптованих вокальних партій є:
- арія Палланте «Col raggio placido», яка базується на арії Люцифера «O voi dell'Erebo» з ораторії Генделя «La resurrezione» («Воскресіння») (HWV 47) 1708 року, і яка своєю чергою була адаптована з опери Райнхарда Кейзера «Octavia» 1705 року;
- арія Агріппіни «Non ho cor che per amarti» була запозичена майже без змін з арії «Se la morte non vorrà» драматичної кантати Генделя «Qual ti reveggio, oh Dio» (HWV 150) 1707 року;
- арія Нарцисо «Spererò» була адаптацією арії «Sai perchè» з іншої кантати 1707 року — «Clori, Tirsi e Fileno» (HWV 96);
- частини арії Нерона в 3-й дії, «Come nube che fugge dal vento», запозичені з ораторії Генделя «Il trionfo del tempo e del Disinganno» (HWV 46а) теж з 1707 року.[26]

Пізніше частина музики з «Агріппіни» була використана Генделем у його лондонських операх «Рінальдо» (1711) і версії «Аціс і Галатея» (англ. Acis and Galatea) 1732 року, у кожній з незначними змінами або без них. Першим музичним твором Генделя, представленим у Лондоні, вірогідно, була арія Агріппіни «Non ho cor che per amarti», транспонована в оперу Алессандро Скарлатті «Pirro è Dimitrio», яка була виконана в Лондоні 6 грудня 1710 року. Увертюра «Агріппіна» та інші арії з опери з'явилися в пастичо, які виконувалися в Лондоні між 1710 і 1714 роками, з додатковою музикою, наданою іншими композиторами.
Стилістично «Агріппіна» дотримується загальноприйнятих зразків епохи, чергуючи речитативи й арії да капо. Згідно з оперною концепцією XVIII століття, сюжет головним чином передається в речитативах, тоді як арії дозволяють підкреслити музичні якості художнього твору, а також розкрити характери персонажів. Іноді Гендель порушує цю концепцію, використовуючи деякі арії й для розвитку сюжету. Речитативні частини за одним винятком є сухими речитативами (італ. Recitativo secco), де проста вокальна лінія супроводжується лише basso continuo. Винятком є акомпанований речитатив Отона «Otho, qual portentoso fulmine», де він виявляє, що всі, як і його кохана Поппея, несправедливо звинувачують його в зраді й відвернулися від нього; тут речитатив супроводжується оркестром, як засобом висвітлення драми.
Центральним елементом барокової опери був спів, і Гендель надавав співакам широкі можливості проявити свої таланти, використовуючи як носії вираження ідеї опери арії да капо, поширені в епоху барокової музики. Їх тричастинна форма (A-B-A) дозволяла продемонструвати свої здібності як композитору, так і співакові. Перша частина A була повністю самодостатньою, її можна було вилучити з опери та виконати на концертній сцені. Друга — контрастна частина B давала можливість змінювати темп і емоції. Третя частина — це повторення першої A (звідси назва арії італ. da capo — «з початку»), тому не записувалася. Співак чи співачка, використовуючи рамки частини A, могли імпровізувати у формі варіацій чи орнаментики, щоб продемонструвати широкий спектр своїх вокальних талантів. Мелодії «Агріппіни», варіювалися від блискучих бравурних арій до повільних експресивних лементувань і використовували різноманітні техніки, зокрема музичний символізм.
У «Агріппіні» арії да капо використовуються для розкриття характерів персонажів. Уже перші чотири арії твору є прикладом цього: «Con raggio» Нерона у мінорній тональності та з низхідною фігурою на ключовій фразі «il trono ascenderò» («Я зійду на трон») характеризує його як слабкого та нерішучого; перша арія Палланте «La mia sorte fortunata» представляє його як героїчну особу, що контрастує з його суперником Нарцисо, чий самозаглиблений характер відображається в його погідній арії «Volo pronto»; вступна арія Агріппіни «L'alma mia» відтворює її вольовитість, а тонке музичне фразування — емоційний стан. Арії Поппеї легкі та ритмічні, тоді як коротка пісня про кохання Клавдія «Vieni O cara» дає уявлення про його глибокі почуття та вважається однією з перлин партитури. Кращою арією опери музичні критики вважають також арію Отона «Voi che udite il mio lamento».
Гендель вносив зміни в оперу перед прем'єрою та між наступними виставами. Одним із таких прикладів є дует Отона та Поппеї в 3-й дії «No, no, ch'io non apprezzo», замінений двома сольними аріями ще перед першим виконанням. Інша арія, арія Поппеї «Ingannata», була замінена під час виконання на іншу надзвичайно віртуозну «Pur punir chi m'ha ingannata», щоб надати виконавиці ролі Поппеї Діаманте Марії Скарабеллі можливість продемонструвати свої вокальні здібності.
Інструменти партитури Генделя точно повторюють інструменти всіх його ранніх опер: дві блокфлейти, два гобої, дві труби, три скрипки, дві віолончелі, альт, литаври, контрафагот і клавесин. Партитура опери, відносно легка порівняно з партитурами пізніших лондонських опер Генделя, містить елементи concerto grosso. Музичний теоретик XIX століття Ебенезер Праут виділяє арію Агріппіни «Non ho cor che per amarti» за різноманітність інструментів, які використав Гендель для створення спеціальних ефектів.

## Синопсис

### Увертюра
Прелюдія до опери яскрава і стрімка. Її вважають однією з найкращих увертюр Генделя, гідною преамбулою до дотепної та витонченої комедії, якій вона передує.

### ДіяI
Салон Агріппіни
Агріппіна, довідавшись, що її чоловік імператор Клавдій загинув під час шторму в морі, викликала свого сина Нерона. Використовуючи речитатив, вона повідомляє йому новину та пропонує способи проголошення його наступним імператором. У першій арії опери «Col saggio tuo consiglio» («Ваша слушна порада») Нерон без ентузіазму на догоду матері погоджується зробити так, як вона пропонує. Його арія показує його легкодухість, що підкреслює мінорний лад музики. Тут Гендель використовує музичний символізм, застосовуючи низхідну музичну лінію, коли Нерон співає про сходження на трон.
Коли Нерон відходить, Агріппіна викликає по одному двох вільновідпущеників, Палланте та Нарцисо, щоб повідомити їм про смерть Клавдія. Знаючи, що вони закохані в неї, вона хоче використати це, щоб маніпулювати ними. Після повідомлення про смерть Клавдія кожен вільновідпущеник має арію, яка підкреслює його характер. Палланте співає арію сили та сміливості «La mia sorte fortunata» («Моя щаслива доля»). Натомість делікатна арія Нарцисо «Volo pronto; e lieto il core» («Я поспішаю геть, на серці легко») відтворює його інтроспективний характер. Агріппіна обіцяє свою любов і прихильність кожному по черзі за умови, що Нерон стане імператором. Кожен з них заявляє про підтримку Нерона, як нового правителя. Четверта арія Агріппіни «L'alma mia fra le tempeste» («Посеред бурі надіється моя душа») підкреслює природу її персонажа синкопованими фразами та військовим ритмом. Музика базується на одній з улюблених мелодій Генделя й відтворює почуття тріумфу Агріппіни, бо її план починає діяти.
Капітолійська площа з троном
Нерона оточує натовп, якому він роздає подарунки. Нерон співчуває бідним Риму в аріозо «Qual piacere a un cor pietoso» («Яка насолода для жалібного серця»). Прибуває Агріппіна, щоб оголосити про смерть Клавдія. Вона запитує, хто зійде на трон. Палланте і Нарцисо проголошують ім'я Нерона. За згодою народу Агріппіна й Нерон починають сходити на трон, але церемонію перериває вхід слуги Клавдія Лесбо. Він оголошує, що імператор врятований від смерті Отоном, командиром армії. Змовники на мить втрачають дар мови. У кутку Лесбос згадує, що він має повідомити красуні Поппеї про таємні відвідини її ввечері Клавдієм. Приходить Отон і підтверджує, що Клавдій живий і на знак подяки за свій порятунок пообіцяв йому трон. У розмові з Агріппіною Отон таємно зізнається, що любить Поппею більше, ніж прагне трону. Агріппіна, знаючи, що Клавдій таємно бажає Поппеї, бачить нову можливість для розвитку своїх інтриг на користь Нерона. Залишившись наодинці, Отон співає арію «Lusinghiera mia speranza» («Улеслива моя надія»).
Кімната Поппеї
Поппея у своїй кімнаті милується собою й співає арію «Vaghe perle, elleti fiori» («Ви дорогоцінні перлини, ви добірні квіти»), яка представляє її як примхливу й корисливу особу, яка бажає своєю красою привабити могутніх. Вона знає, що Отон, Клавдій і Нерон залюблені в неї. Лесбо перериває її думки, щоб повідомити, що Клавдій прийде до неї інкогніто, перш ніж появиться на людях. Вона бажає, щоб до неї прийшов Отон, і співає полум'яну арію «È un foco quel d'amore» («Кохання — це вогонь»). Агріппіна відвідує Поппею і, упевнившись, що Поппея справді любить Отона, повідомляє їй неправду про те, що Отон уклав угоду з Клавдієм, за якою він стає наступником імператора, але віддає Поппею Клавдію. Агріппіна розраховує на те, що ображена Поппея повідомить це Клавдію, а він з ревнощів позбавить Отона його претензій на трон. Поппея розлючено реагує на зраду Отона в арії «Fá quanto vuoi» («Роби, що хочеш»). Приходить Клавдій, і сподіваючись романсувати з Поппеєю співає «Pur ritorno a rimirarmi» («Повертаюсь поглянути на тебе»). Поппея «викриває» підступність Отона, і розлючений Клавдій оголошує його зрадником. Клавдій, готовий до романтичних стосунків, співає арієту «Vieni, o cara» («Прийди, о дорога»), але його побачення з Поппеєю перериває повторна поява Агріппіни. Поппея вітає її прибуття з полегшенням, коли Клавдій тікає. Агріппіна цинічно втішає Поппею, запевняє її в щирій дружбі, яка ніколи не буде розірвана обманом, в арії «Non ho cor che per amarti» («Моє серце існує для того, щоб любити тебе»). Ця заключна арія першої дії є прикладом унісонної арії, де акомпанемент подвоює мелодійну лінію в унісон.

### Дія II
Вулиця в Римі біля імператорського палацу
Палланте й Нарцисо, спілкуючись речитативом, усвідомлюють, що Агріппіна обдурила їх обох. Вони вирішують об'єднатися, щоб уникнути її тенет і звинувачень у зраді.  Усі збираються, щоб вітати повернення Клавдія.
Приходить Отон, перейнятий майбутнім проголошенням його спадкоємства на трон імператора (арія «Coronato il crin d'alloro»), за ним Агріппіна, Поппея та Нерон. Усі об'єднуються в тріумфальний хор «Di timpani e trombe», який прославляє Клавдія. Коли Клавдій урочисто в'їжджає до міста на імператорській колісниці, він співає величну арію «Cade il mondo» («Нехай світ занепаде»). Гендель використовує музичний символізм, щоб підсилити ці слова, опускаючи вокальну лінію на дві октави вниз у двох тактах. Кожен по черзі віддає шану імператору. Коли Отон наближається до Клавдія, щоб вітати його як і всі інші, Клавдій відштовхує його, називаючи зрадником. Усі присутні навколо, зокрема Агріппіна й Поппея, з огидою сахаються від Отона, залишаючи його в розгубленості та розпачі. Отон звертається за підтримкою по черзі до Агріппіни, Поппеї та Нерона, та вони зі зневагою покидають його, співаючи короткі арії. Отон впадає у відчай більше через втрату Поппеї, ніж трону. Після акомпанованого речитативу «Otho, qual portentoso fulmine» він співає найтрагічнішу арію опери «Voi che udite il mio lamento» («Ви, що чуєте мою скаргу»), яка емоційно розкриває трагічний стан душі цього єдиного порядного персонажа опери.
Сад з фонтаном
Зворушена розпачем свого колишнього коханого, Поппея засумнівалася в його зраді («Bella pur nel mio diletto»). Гуляючи в саду, вона співає «Se giunge un dispetto» («Якщо щось неприємне ранить серце»). Вона бачить, як наближається Отон, і вдає, що спить. Отон співає «Vaghe fonti che mormorando» («Гарні струмочки дзюрчать»). Побачивши Поппею, він з любов'ю оплакує її втрату. Поппея, вдаючи, що розмовляє уві сні, розкриває змову Агріппіни та звинувачує Отона в невірності. Отон різко протестує проти звинувачення в зраді. Поппея запрошує його до себе додому, щоб вільніше поговорити. Отон чесно відповідає їй у своїй арії «Ti vó giusta e non pietosa» («Я хотів би, щоб ти була справедливою, а не милосердною») і відходить.
Поппея розуміє, що Агріппіна обдурила її, й клянеться помститися в арії «Ingannata una sol volta» («Ошукана лише один раз, але не більше»). Входить Лесбо, щоб повідомити Поппеї, що Клавдій хоче таємно відвідати її. Вона погоджується на відвідини, задумуючи в розмові з Клавдієм покарати Агріппіну й виправдати Отона. Входить Нерон, зізнаючись у коханні до Поппеї. Вона заманює його до себе цієї ж ночі. Нерон у захваті співає арію «Quando invita la donna l'amante» («Коли жінка запрошує свого коханця»). Музика легка, відтворює юнацьке щастя.
Тим часом Агріппіна під звуки драматичної музики входить одна до саду, співаючи арію «Pensieri, voi mi tormentate» («Як ти мучиш мене, мій неспокійний розуме»). Вона сповнена страху, що Палланте та Нарцисо зрадять її плани Клавдію й що Поппея розкриє її брехню про Отона. Різкі звуки на струнних і гобой обліґато підкреслюють її неспокій і тривогу. Під час контрастної швидкої частини вона заповзято звертається до богів, щоб ті допомогли їй отримати трон для її сина. Повільна, рефлексивна частина повертається з сольним гобоєм, сповненим жалібним болем. Їй вдається використати свої чари, щоб умовити спочатку Палланте, а потім Нарцисо, кожного з них спланувати вбивство іншого та Отона.
Агріппіна переконує Клавдія призначити своїм наступником Нерона, щоб запобігти загрозі заколоту під проводом Отона. Раптово входить Лесбо й шепче Клавдію, що Поппея чекає на нього. Пориваючись до Поппеї, Клавдій капітулює перед намовлянням дружини й погоджується призначити своїм наступником Нерона. Дія завершується арією Агріппіни «Ogni vento ch'al porto lo spinga» («Який вітер не дме його до порту»). Агріппіна радісна й усміхнена, а музика відтворює її піднесений настрій.

### Дія III
Кімната Поппеї з дверима попереду та двома іншими з боків
Поппея розпочинає реалізацію плану помсти Агріппіні та виправдання Отона, запросивши усіх залицяльників до себе. Отон приходить до неї, визнаючи свою невинність. Вона ховає його за дверима спальні й наказує мовчати, що́б він не почув. Отон відповідає їй арією «Tacerò, tacerò, pur che fedel» («Мовчатиму, мовчатиму, допоки будеш вірна мені»). Приходить закоханий Нерон. Поппея переконує його сховатися під приводом того, що зараз має прийти його мати. Коли вона ховає Нерона за дверима навпроти тих, за якими сховала Отона, він співає любовну арію «Coll'ardor del tuo bel core» («Нехай пристрасть палає у твоєму серці»).
Коли входить Клавдій, Поппея скаржиться, що він не так її зрозумів і помилково скривдив не ту особу, бо саме Нерон, а не Отон, є ревнивим суперником Клавдія. Клавдій не вірить, тоді Поппея ховає його й випускає зі схованки Нерона, який зізнається в коханні до Поппеї. На це зізнання вискакує схований імператор й з обуренням та люттю виганяє пасинка. У величальній арії «Io di Roma il Giove sono» («Я — Юпітер Риму») Клавдій скаржиться, що його оточують надто честолюбні люди. Поппея благає Клавдія також піти, вдаючи страх перед помстою Агріппіни за зневагу сина. Клавдій погоджується й виходить. Поппея виводить Отона й співає «Bel piacere è godere fido amor» («Прекрасне задоволення — насолоджуватися вірним коханням») — арію, де вокальна лінія підтримується лише скрипками. Закохані присягаються у вічній любові.
Імператорський салон
Нерон розповідає матері про зраду Поппеї, а Агріппіна, розлючена легковірністю сина, переконує його відмовитися від Поппеї та намагатися посісти трон. Він погоджується з бажанням матері, співаючи: «Come nube che fugge dal vento» («Як хмара, що втікає від вітру»).
Тим часом Палланте та Нарцисо, прагнучи заслужити прощення, розповідають Клавдію про змову Агріппіни, яка намагалася посадити на трон Нерона за його відсутності. Розлючений Клавдій викликає дружину й звинувачує її у підступній змові з метою узурпувати його трон. Агріппіна вигадує блискучий хід. Вона запевняє, що хотіла посадити на трон Нерона лише для того, щоб запобігти інтригам і зберегти трон для Клавдія. Клавдій здивований і шукає підтвердження в Палланте й Нарцисо, які вражені хитрістю Агріппіни, підтверджують її слова. Своєю чергою, Агріппіна звинувачує Клавдія в прихильності до Поппеї, яка насправді є коханкою Отона. Він заперечує й наполягає на тому, що насправді Нерон є коханцем Поппеї.
Розгублений, не знаючи, кому вірити, Клавдій наказує охоронцям привести всіх до нього. Усе, чого він хоче, це миру й спокою навколо себе. Агріппіна заспокоює його сповненою любов'ю арією «Se vuoi pace, o volto amato» («Якщо ти прагнеш миру, мій любий коханий»). Це унісонна арія з обліґато на флейті. Коли прибувають Поппея, Отон і Нерон, спокій Клавдія змінюється роздратуванням. Він звинувачує Нерона в тому, що той зневажив його й переховувався в спальні Поппеї. Тут же Клавдій оголошує своє рішення про те, що передає свій трон Отону, а Нерон одружиться з Поппеєю. Проте Отон відмовляється від трону, бажаючи Поппеї. Нерон не проти отримати і трон, і Поппею. Усе вирішує Поппея, яка освідчується в коханні до Отона. Тож Клавдій благословляє союз закоханих Поппеї та Отона, а Нерона проголошує своїм наступником. Усі задоволені, та найбільше Агріппіна, яка здійснила своє найпотаємніше бажання.
Завершує оперу хор на честь Бога кохання («Lieto il Tebro increspi l'onda»).

## Список арій і музичних номерів
Перелік арій і музичних номерів, за винятком сухих речитативів (італ. recitativo secco), наведений на основі видання Німецького товариства Генделя, під редакцією музичного історика й видавця Фрідріха Кризандра (Лейпциг, вид. Breitkopf & Härtel, 1874).
| Дія I 1. Увертюра 2. «Con saggio tuo consiglio» (Нерон) 3. «La mia sorte fortunata» (Палланте) 4. «Volo pronto e lieto il core» (Нарцисо) 5. «L'alma mia frà le tempeste» (Агріппіна) 6. «Qual piacere a un cor pietoso» (Нерон) 7. «Il tuo figlio/La tua prole» (Квартет: Нерон, Палланте, Нарцисо, Агріппіна) 8. «Allegrezza! Allegrezza!» (Лесбо) 9. «Tu ben degno sei dell'allor» (Агріппіна) 10. «Lusinghiera mia speranza» (Отон) 11. «Vaghe perle, eletti fiori» (Поппея) 12. «È un foco quel d'amore» (Поппея) 13. «Ho un non sò che nel cor» (Агріппіна) 14. «Fà quanto vuoi, gli schemi tuoi» (Поппея) 15. «Pur ritorno a rimirarvi» (Клавдій) 16. «Vieni, oh cara» (Клавдій) 17. «E quando mai» (Тріо: Поппея, Клавдій, Лесбо) 18. «Non ho cor che per amarti» (Агріппіна) 19. «Se giunge un dispetto» (Поппея) | Дія II 1. «Coronato il crin d'alloro» (Отон) 2. «Di timpani e trombe» (Хор персонажів вітає імператора Клавдія) 3. «Cade il mondo soggiogato» (Клавдій) 4. «Nulla sperar da me» (Агріппіна) 5. «Tuo ben è 'l trono» (Поппея) 6. «Sotto il lauro ch'hai sul crine» (Нерон) 7. Акомпанований речитатив: «Otho, qual portentoso fulmine è questo?» (Отон) 8. «Voi che udite il mio lamento» (Отон) 9. «Bella pur nel mio diletto» (Поппея) 10. «Vaghe fonti, che mormorando» (Отон) 11. «Ti vo' giusta e non pietosa» (Отон) 12. «Ingannata una sol volta» (Поппея) (Лібрето подає «Pur punir chi m'ha ingannata»)) 13. «Col peso del tuo amor» (Поппея) 14. «Quando invita la donna l'amante» (Нерон) 15. «Pensieri, voi mi tormentate» (Агріппіна) 16. «Col raggio placido della speranza» (Палланте) 17. «Spererò, poiché mel dice» (Нарцисо) 18. «Basta che sol tu chieda» (Клавдій) (Лібрето: «Vagheggiar de tuoi bei lumi») 19. «Ogni vento ch'al porto la spinga» (Агріппіна) | Дія III 1. «Tacerò pur che fedele» (Отон) (Лібрето: «Chi ben ama» (Поппея)) 2. «Coll'ardor del tuo bel core» (Нерон) (Лібрето: «Esci, o mia vita» (Поппея)) 3. «Io di Roma il Giove sono» (Клавдій) 4. «Pur ch'io ti stringa al sen» (Лібрето: «No, no, ch'io non apprezzo») (Отон) 5. «Bel piacere e godere fido amor» (Лібрето: «Sì, sì ch'il mio diletto»)(Поппея) 6. «Come nube che fugge dal vento» (Нерон) 7. «Se vuoi pace» (Агріппіна) 8. «Lieto il Tebro increspi l'onda» (Хор усіх персонажів) 9. «V'accendano le tede i raggi delle stelle» (Юнона) |

## Прем'єра
Прем'єра «Агріппіни» відбулася у Венеції в театрі братів Грімані «Сан Джованні Ґрізостомо» під час Венеційського зимового карнавалу 26 грудня 1709 року, отримавши тріумфальне сприйняття публіки.

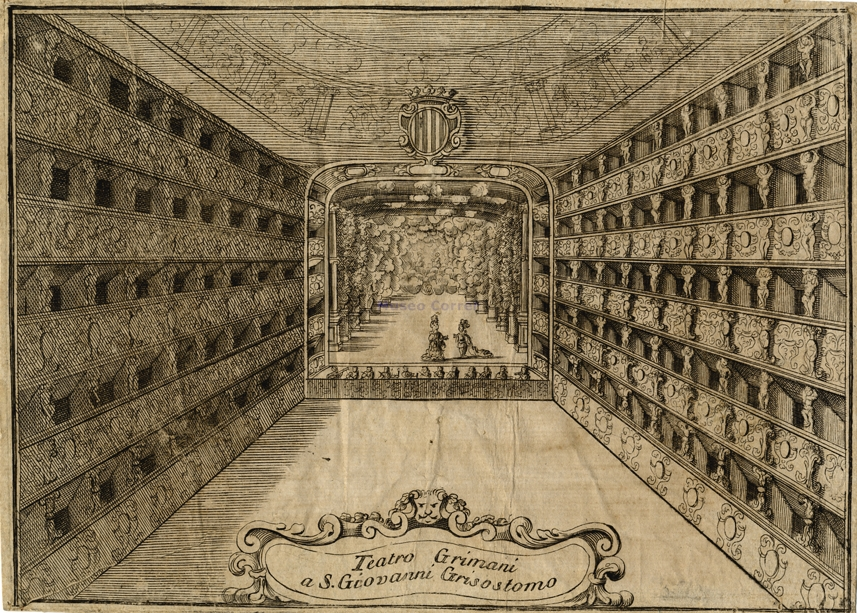
Інтер'єр театру «Сан Джованні Ґрізостомо» під час вистави 1709 року, гравюра Вінченцо Марія Коронеллі

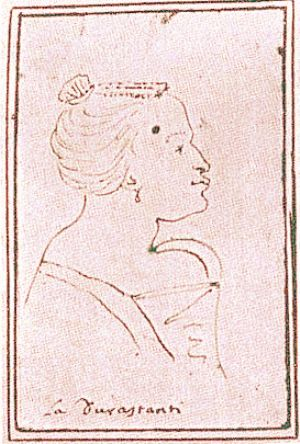
Шарж на Маргериту Дюрастанті, примадонну театру «Сан Джованні Ґрізостомо», рисунок Антоніо Занетті, 1709—1712

До акторського складу увійшли деякі з найвідоміших імен в опері, включаючи примадонну театру Маргериту Дюрастанті, для якої Гендель створив головну партію і яка пізніше співала в багатьох операх Генделя в Англії. Поппею співала сопрано Діаманте Марія Скарабеллі, чия техніка надихнула Генделя додати віртуозну арію до опери для її першого показу. Роль героя Отона була написана для жінки Франчески Ваніні (Франческа Ваніні-Боскі після одруження з Джузеппе Марія Боскі, який виконував роль Палланте), високу роль Нерона виконав кастрат Валер’яно Пеллеґріні. Публіка була настільки зачарована оперою, що майже на кожній паузі лунали вигуки «Viva il caro Sassone!» («Хай живе любий Саксонець!»). Глядачі були вражені величчю й піднесеністю стилю Генделя, так тісно й переконливо поєднаних сил гармонії й модуляції.
Опера мала незвичайні 27 послідовних вистав і створила репутацію 24-річному композитору в усій Європі. Це був перший гучний тріумф у його кар'єрі. Успіх «Агріппіни» вплинув на хід його життя. Серед високопоставлених осіб у залі були барон Кельмансегге з Ганновера та принц Ернст, брат курфюрста Ганновера, які неодноразово приходили послухати нову оперу. Незабаром Генделю запропонували посаду при дворі в Ганновері, й він виїхав з Італії в Німеччину. 1710 року він був призначений капельмейстером курфюрста Ганновера, майбутнього короля Англії Георга I. Так склалося, що Німеччина була лише короткою зупинкою на його шляху до Лондона, де розгорталася більша частина його кар'єри й життя.

### Дійові особи опери та виконавці прем'єрної вистави
Прем'єра «Агріппіни» 26 грудня 1709, театр «Сан Джованні Ґрізостомо», диригент: Георг Фрідріх Гендель

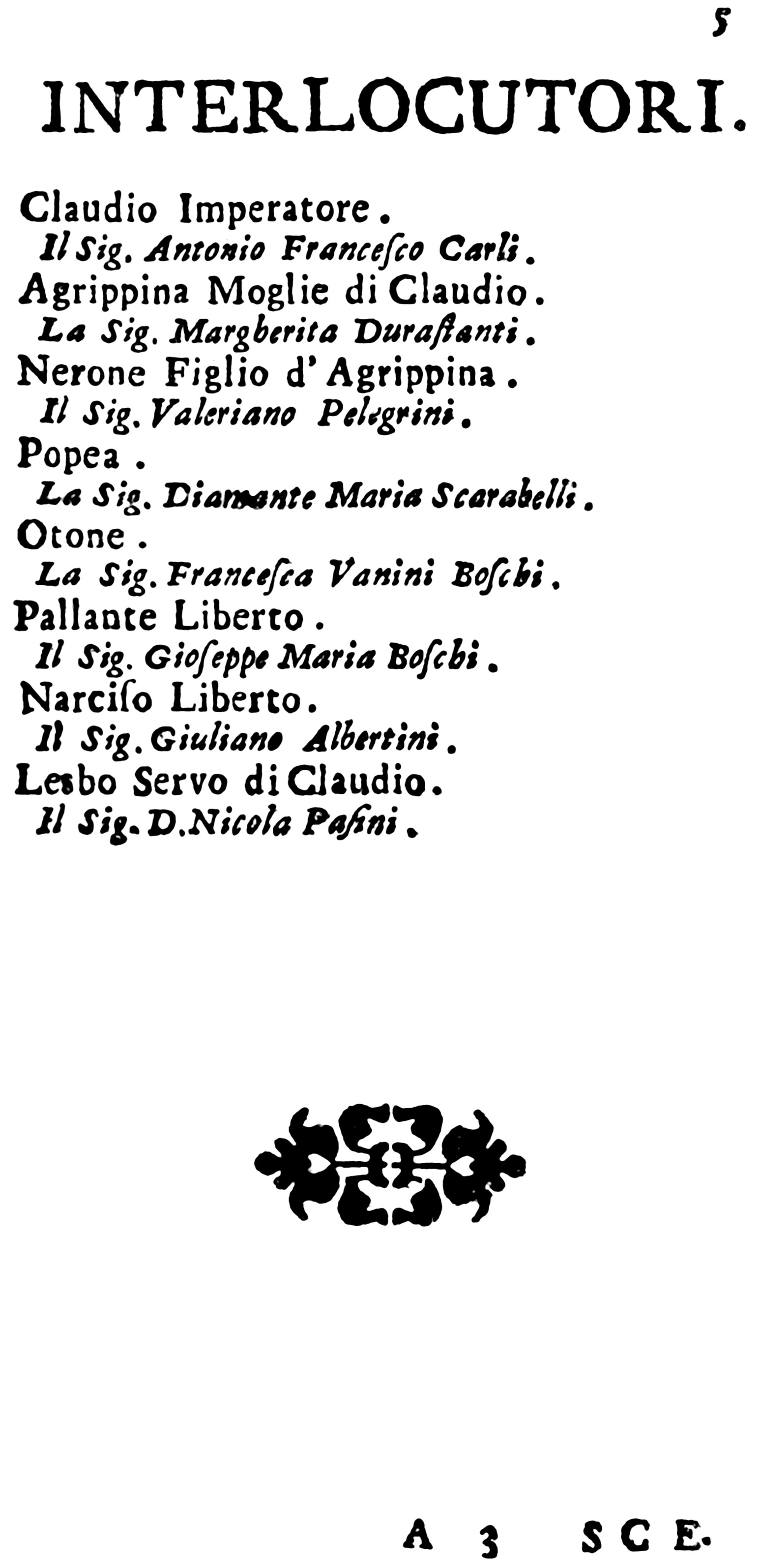
Ролі та виконавці з буклету прем'єрної вистави у Венеції

| Роль                                         | Тип голосу       | Виконавець                                                  |
| -------------------------------------------- | ---------------- | ----------------------------------------------------------- |
| Клавдій (італ. Claudio), імператор           | Бас              | Антоніо Франческо Карлі (італ. Antonio Francesco Carli)     |
| Агріппіна (італ. Agrippina), дружина Клавдія | Сопрано          | Марґеріта Дюрастанті (італ. Margherita Durastanti)          |
| Нерон (італ. Nerone), син Агріппіни          | Сопрано, кастрат | Валер’яно Пеллеґріні (італ. Valeriano Pellegrini)           |
| Поппея (італ. Poppea)                        | Сопрано          | Діаманте Марія Скарабеллі (італ. Diamante Maria Scarabelli) |
| Отон (італ. Otone)                           | Контральт        | Франческа Ваніні-Боскі (італ. Francesca Vanini-Boschi)      |
| Палланте (італ. Pallante), вільновідпущеник  | Бас              | Джузеппе Марія Боскі італ. Giuseppe Maria Boschi.           |
| Нарцисо (італ. Narciso), вільновідпущеник    | Альт, кастрат    | Джуліано Альбертіні (італ. Giuliano Albertini)              |
| Лесбо (італ. Lesbo)                          | Бас              | Нікола Пасіні (італ. Nicola Pasini)                         |
| Юнона (італ. Giunone)                        | Контральт        | Франческа Ваніні-Боскі (італ. Francesca Vanini-Boschi)      |

## Післяпрем'єрні вистави
Між 1713 і 1724 роками відбулися постановки «Агріппіни» в Неаполі, Гамбурзі та Відні, хоча сам Гендель ніколи не відновлював оперу після її прем'єрних показів. Наприкінці XVIII та протягом XIX століть опери Генделя були забуті, і жодна з них не була поставлена між 1754 та 1920 роками. Інтерес до опер Генделя прокинувся у XX столітті, «Агріппіна» отримала кілька відроджень, починаючи з постановки 1943 року на батьківщині Генделя в Оперному театрі Галле під керівництвом Річарда Крауса. У цьому виконанні альтова партія Отона, написана для жінки, була замінена на бас у супроводі валторн, «з руйнівним впливом на делікатний баланс і структуру партитури», за словами Вінтона Діна. Державна телерадіокомпанія Італії RAI 25 жовтня 1953 року провела пряму радіотрансляцію опери, першу радіопрезентацію опери не на сцені. Виставою з угорською оперною сопрано Магдою Ласло в головній ролі та італійським бас-баритоном Маріо Петрі в ролі Клавдія диригував італійський диригент Антоніо Педротті.
Вистава 1958 року в Лейпцигу та ще кілька постановок у Німеччині передували британській прем'єрі опери в Абінгдоні, Оксфордшир 1963 року. За цим 1982 року відбулася перша повністю професійна постановка опери в Англії. Її виконала британська оперна трупа Kent Opera під керівництвом Івана Фішера, який дебютував з трупою та оркестром, що грав на інструментах епохи бароко. Головну роль виконала Фелісіті Палмер. 1983 року опера повернулася до Венеції виставою під керівництвом Крістофера Гоґвуда в театрі Малібран. У Сполучених Штатах концертне виконання відбулося 16 лютого 1972 року в Музичній академії у Філадельфії, але перше повне американське виконання опери пройшло 1985 року в Форт-Верті, Техас. Того ж року опера дійшла до Нью-Йорка з концертом в Еліс Таллі Холлі Лінкольн-центра, де оперу назвали «рідкісним раритетом».
У XXI столітті не згас інтерес до «Агріппіни». 2001 року в театрі «Glimmerglass Opera» в Куперстауні, штат Нью-Йорк, відбулася повна вистава під керівництвом Гаррі Бікета та режисерки Ліліан Ґроуґ. 2002 року ця постановка була перенесена в Нью-Йоркську міську оперу, пізніше відновлена 2007 року. У Британії Англійська національна опера у лютому 2007 року поставила англомовну версію режисера Девіда Маквікара, яка отримала загалом схвальний відгук критиків, хоча Фіона Меддокс відзначила особливості постановки, які применшили твір:
|  | «Музика така дотепна, винахідлива й гуманна, що не потребує додаткової позолоти». Оригінальний текст (англ.) «Music so witty, inventive and humane requires no extra gilding». |

Опера двічі виставлялася під час «Бостонських барокових вистав» у квітні 2005 року й жовтні 2015 року в Джордан Залі консерваторії Нової Англії в Бостоні під орудою диригента Мартіна Перлмана
Деякі з пізніших постановок використовували контртенорів у ролях, написаних Генделем для кастратів. Джойс ДіДонато виконувала головну роль у постановках у Лондонській Королівській опері 2019 року та в Метрополітен-опері в Нью-Йорку 2020 року.
26 січня 2024 року в Нідерландській опері з успіхом відбулася вистава опери в постановці австралійського режисера Баррі Коскі за участю французької меццо-сопрано Стефані Д'Устрак у ролі Агріппіни, китайської сопрано Їн Фан в ролі Поппеї. Режисер Коскі так охарактеризував «Агріппіну» Генделя:
|  | «Цей твір має чуттєвість і силу, найзахопливіші компоненти, які тільки можна бажати від опер.Оригінальний текст (англ.) «This work has sensuality and power, the most thrilling ingredients you could want from an opera». |

## Дискографія
| Рік запису | Актори Клавдій, Агріппіна, Нерон, Поппея, Отон                                                 | Диригент, оркестр                                                | Запис                                                                    |
| ---------- | ---------------------------------------------------------------------------------------------- | ---------------------------------------------------------------- | ------------------------------------------------------------------------ |
| 1992       | Ніколас Ішервуд, Саллі Бредшоу, Венді Гілл, Ліза Саффер, Дрю Мінтер                            | Ніколас МакГіган, Capella Savaria                                | 3 CDs: Harmonia Mundi, Cat. No. 907063/5                                 |
| 1997       | Еластер Майлз, Делла Джонс, Дерек Лі Рагін, Донна Браун, Майкл Чанс                            | Джон Еліот Гардінер, English Baroque Soloists                    | 3 CDs: Philips, Cat. No. 438 009-2 записано 1991 року                    |
| 2000       | Ґюнтер фон Каннен, Маргарита Циммерман, Мартін Дюпюї, Кармен Балтроп Бернадетте Манка ді Нісса | Крістофер Гоґвуд, Молодіжний оркестр Венето «Pedrollo» з Віченци | 3 CDs: Mondo Musica, Cat. No. MFOH 10810 записано1983 року               |
| 2004       | Найджел Сміт, Вероніка Жанс, Філіпп Жарускі, Інгрід Перруше, Тьєррі Грегуар                    | Жан-Клод Малгуар, La Grande Ecurie et la Chambre du Roy          | 3 CDs: Dynamic, Cat. No. CDS431 2 DVD: Dynamic, Cat. No. 33431           |
| 2006       | Пйотр Міцінскі, Аннемарі Кремер, Майкл Гарт-Девіс, Рената Арендс, Квірійн де Ланг              | Ян Віллем де Фріенд, Combattimento Consort Amsterdam             | 2 DVD: Challenge Records (1994), Cat. No. CCDVD 72143 записано 2004 року |
| 2011       | Маркос Фінк, Александрина Пендатчанська, Дженіфер Рівера, Сангае Ім, Беджун Мехта              | Рене Якобс, Akademie für Alte Musik Berlin                       | 3 CDs: Harmonia Mundi, Cat. No. HMC952088/90                             |
| 2015       | Жоао Фернандес, Ульріке Шнайдер, Джейк Ардітті, Іда Фальк Вінланд, Крістофер Ейнслі            | Лоуренс Каммінґс, Festspielorchester Göttingen                   | 3 CDs: Accent Records, Cat. No. ACC26404                                 |
| 2018       | Міка Карес, Патриція Бардон, Джейк Ардітті, Даніель де Ніз, Філіппо Мінекчіа                   | Томас Генґельброк, Balthasar Neumann Ensemble                    | 2 DVD: Naxos Records, Cat. No. 2110579-80cat                             |
| 2020       | Лука Пізароні, Джойс ДіДонато, Франко Фаджіолі, Ельза Бенуа, Якуб Орлінський                   | Максим Ємельянічев, Il Pomo d'Oro                                | 3 CDs:Erato Records, Cat. No. 9029533658                                 |